# Gardineroseris planulata
Gardineroseris planulata är en korallart som först beskrevs av James Dwight Dana 1846.  Gardineroseris planulata ingår i släktet Gardineroseris och familjen Agariciidae. IUCN kategoriserar arten globalt som livskraftig. Inga underarter finns listade i Catalogue of Life.

## Bildgalleri

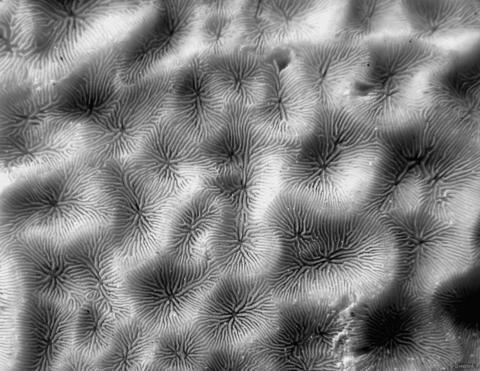
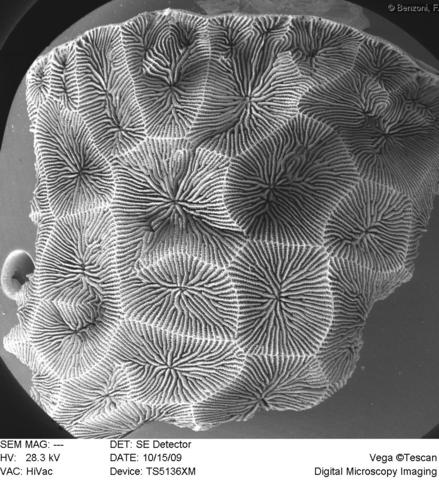
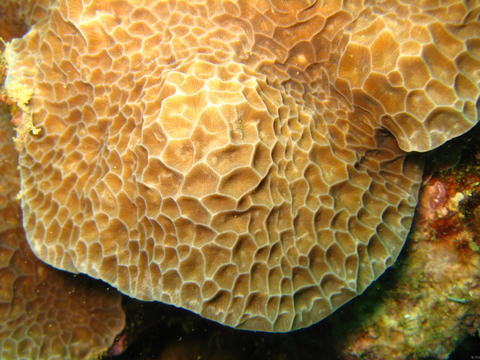